# Джилло Понтекорво
Джильберто Понтекорво (італ. Gilberto Pontecorvo, більш відомий як Джилло Понтекорво (італ. Gillo Pontecorvo), 19 листопада 1919, Піза — 12 жовтня 2006, Рим, Італія) — італійський кінорежисер, сценарист і громадський діяч. Брат радянського фізика Бруно Понтекорво і британського генетика Гвідо Понтекорво.

## Біографія
Народився в родині заможного бізнесмена єврейського походження. Батьки Массімо і Марія Понтекорво були одними з найзаможніших членів єврейської громади міста і власниками мережі текстильних фабрик.
Навчався в Університеті Пізи, де отримав вчений ступінь з хімії.
У 1938 році, незабаром після закінчення університету, зважаючи на зростаючий в Італії антисемітизм змушений був емігрувати до Франції. У Парижі деякий час заробляв на життя, працюючи інструктором з тенісу, потім — кореспондентом італійських газет La Repubblica і Paese Sera. В цей період свого життя вперше познайомився зі світом кіно, допомагаючи на зйомках знаменитому французькому кінорежисеру Іву Аллегре, — ініціатором їхнього спілкування виступив старший брат Бруно. Брати Понтекорво вели активне світське життя, були вхожі в суспільство італійських політичних емігрантів, водили дружбу з Пабло Пікассо, Ігорем Стравінським, Жаном-Полем Сартром.
Під час Другої світової війни брав участь в італійському Опорі. У 1941 році вступив в комуністичну партію, а потім порвав з комуністами в 1956-му, після придушення радянськими військами повстання в Угорщині.
Після війни залишив журналістику заради кінематографа. В 1953 році придбав шістнадцятиміліметрову камеру і всього за один наступний рік на власні кошти зняв п'ять короткометражних документальних фільмів, які стали першими кроками на шляху до світової популярності.
В 1955 році представив середньометражною новелою «Джованна» в альманасі Йоріса Івенса «Троянда вітрів». Потім зняв свій перший повнометражний фільм з Івом Монтаном «Велика блакитна дорога» по книзі Фернандо Соланаса, що виграв в 1957 році головний приз на кінофестивалі в Карлових Варах.
Проводив багато часу, збираючи матеріал для своїх фільмів, прагнучи якомога більш точно відобразити те чи інше соціальне явище, про яке збирався розповісти. Зйомкам фільму «Капо», наприклад, було присвячено два роки. Сюжетом для картини послужила доля єврейської дівчини, яка намагалася втекти з Освенціма. У 1961 році цей фільм був номінований на «Оскар» як найкращий фільм іноземною мовою.
Далі була знята найвідоміша картина Битва за Алжир, що вийшла в прокат в 1966 році і відразу викликала масу суперечок. Венеція прийняла роботу Понтекорво і навіть відзначила її головним призом свого кінофестивалю, присудивши майстру «Золотого лева». Через два роки після «Битви за Алжир» був відзнятий ще один фільм, що викликав запеклі суперечки — картина «Давай!» з Марлоном Брандо в головній ролі. Якимось чином режисеру вдавалося залучити до роботи над своїми фільмами найталановитіших, найвідоміших і найбільш харизматичних акторів.
Після фільму «Давай!» Джилло Понтекорво надовго відійшов у тінь. Наступна стрічка «Операція „Чудовисько“» про боротьбу басків в Іспанії вийшла на екрани лише в 1979 році: на цій «ноті» він вирішив відправитися на заслужений відпочинок і знайти себе в суспільній і фестивальній діяльності. Призначений на посаду директора Венеціанського фестивалю, він на початку 1990-х років зумів розширити сферу впливу і налагодити тісний зв'язок з голлівудськими компаніями.
Помер у віці 86 років, під час приготувань до відкриття Римського кінофестивалю. На його честь знаменитий італійський композитор Енніо Морріконе, з яким Понтекорво любив працювати, дав концерт зі своїх творів, написаних для кіно і особисто диригував оркестром.

## Фільмографія
Режисер:
- Флоренція, наше майбутнє (2003) Firenze, il nostro domani
- La primavera del 2002 — L'Italia protesta, l'Italia si ferma (відео, 2002)
- Інший світ можливий (2001) Un altro mondo è possibile
- Danza della fata confetto (1996) … короткометражка
- 12 режисерів про 12-ти міст (1989) 12 registi per 12 città
- Прощання з Енріко Берлінгуер (1984) L'addio a Enrico Berlinguer
- Операція «Чудовисько» (1979) Operación Ogro
- Кеймада (1969) Queimada
- Битва за Алжир (1966) La battaglia di Algeri Paras (1963)
- Капо (1960) Kapò
- Хліб і сірка (1959) Pane e zolfo
- Велика блакитна дорога (1957) La grande strada azzurra
- Роза вітрів (1957) Die Windrose Giovanna (1955) … короткометражка Missione Timiriazev

Сценарист:
- Операція «Чудовисько» (1979) Operación Ogro
- Кеймада (1969) Queimada … розповідь, в титрах не вказаний
- Битва за Алжир (1966) La battaglia di Algeri
- Капо (1960) Kapò
- Велика блакитна дорога (1957) La grande strada azzurra

Актор:
- Сімейка придурків (1996) The Stupids … Talk Show Guest
- Велика блакитна дорога (1957) La grande strada azzurra
- Il sole sorge ancora (1946) … Pietro

Композитор:
- Битва за Алжир (1966) La battaglia di Algeri

Камео:
- Franco Cristaldi e il suo cinema Paradiso (2009)
- 79-та церемонія вручення премії «Оскар» (ТБ, 2007) The 79th Annual Academy Awards … грає самого себе — триб'ют пам'яті, хроніка Еліо Петрі: *Нотатки режисера (2005) Elio Petri … appunti su un autore … грає самого себе
- Per Yves Montand (2002) … грає самого себе
- Енніо Морріконе (ТВ, 1995) Ennio Morricone … грає самого себе